# Belvedere (Spiegelsberge)

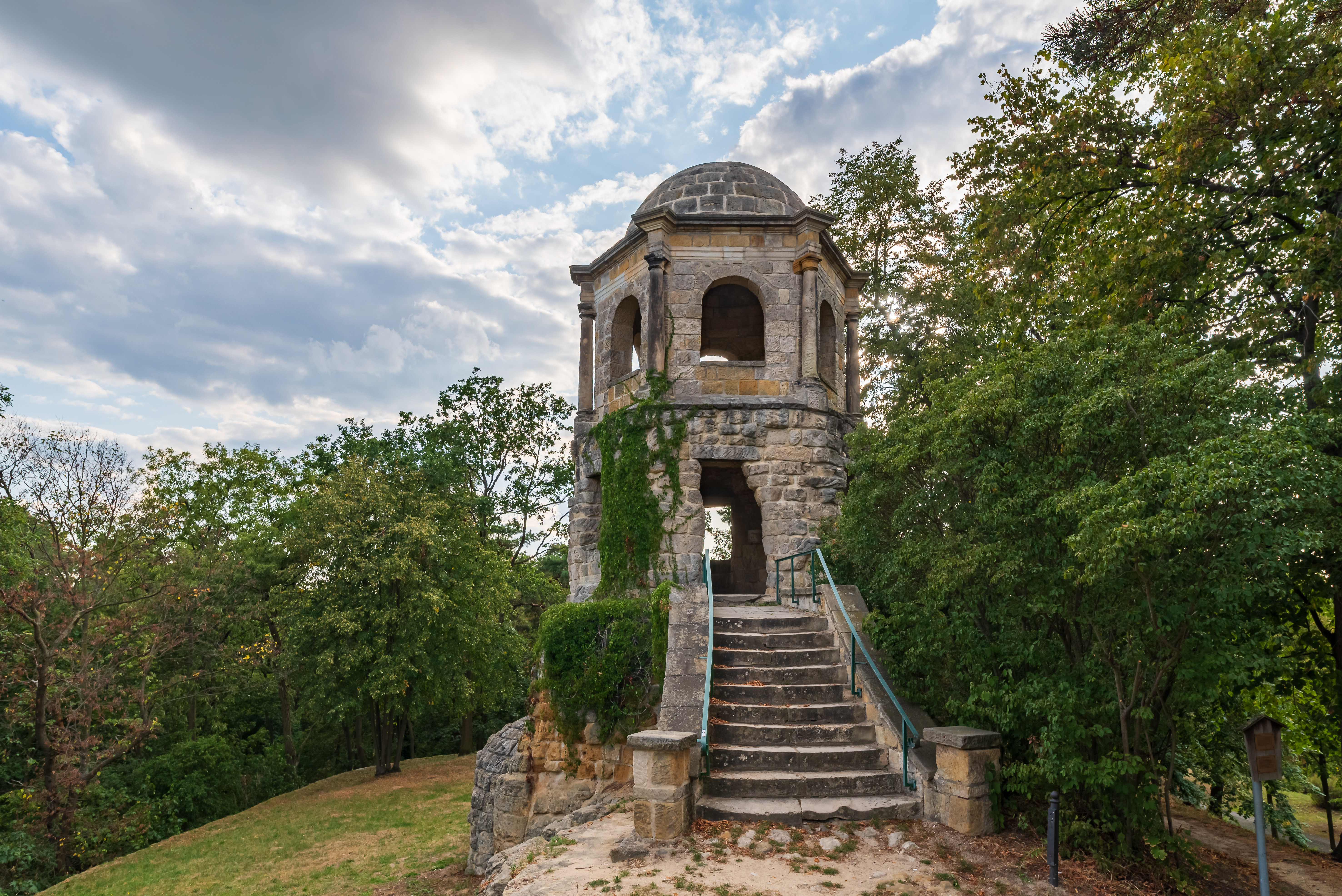
Belvedere

Das Belvedere ist ein Aussichtsturm auf den Spiegelsbergen bei Halberstadt in Sachsen-Anhalt.
Der Turm entstand 1782. Das Untergeschoss wurde auf kreisförmigen Grundriss aus Bruchsteinen errichtet. Das von einer Kuppel bekrönte Obergeschoss ist sechseckig. An den Außenseiten der Ecken befinden sich Säulen. Das Gebälk wurde in einem an die Antike angelehnten Stil gestaltet.